# 碘酸镍
碘酸镍是一种无机化合物，化学式为Ni(IO3)2。碘酸镍在520°C分解，生成一氧化镍。

## 制备
β型碘酸镍可由碘酸锂和硝酸镍在硝酸中反应，50°C挥发结晶得到。如果未使用硝酸，会得到Ni(IO3)2·2H2O。
Ni(NO3)2 + 2 LiIO3 → Ni(IO3)2 + 2 LiNO3
二水合物在200°C失水，得到α型碘酸镍。